# Sintula retroversus
Sintula retroversus là một loài nhện trong họ Linyphiidae.
Loài này thuộc chi Sintula. Sintula retroversus được Octavius Pickard-Cambridge miêu tả năm 1875.